# Hugo Strauß
Hugo Strauß est un rameur allemand né le 25 juin 1907 à Mannheim et mort le 1er novembre 1941 à Golodaïeva, dans l'Oblast de Sverdlovsk. Il a remporté avec Willi Eichhorn la médaille d'or des deux sans barreur aux Jeux olympiques d'été de 1936 à Berlin.

## Biographie
Hugo Strauß et Willi Eichhorn, du club d'avion de Mannheim RC, finissent deuxième du championnat allemand en 1935. L'année suivante, ils remportent le titre et se qualifient pour les jeux olympiques. Durant ces jeux, ils gagnent la troisième course éliminatoire et se qualifient pour la finale. En finale, ils gagnent avec trois secondes d'avance sur les rameurs du Danemark.
En 1938, ils finissent second du championnat allemand.
Hugo Strauß fonde le club de patinage dont la section de hockey sur glace qui deviendra le Mannheim ERC.
En 1939, il devient membre de la 3e Panzerdivision SS Totenkopf, standarte Thüringen et meurt au front durant l'opération Barbarossa.